# Расторопша пятнистая
Расторо́пша пятни́стая (лат. Sílybum mariánum) — вид травянистых растений из рода Расторопша семейства Астровые.
Общеупотребительные русские названия вида — остро́-пёстро́, марьин чертополох.

## Ботаническое описание

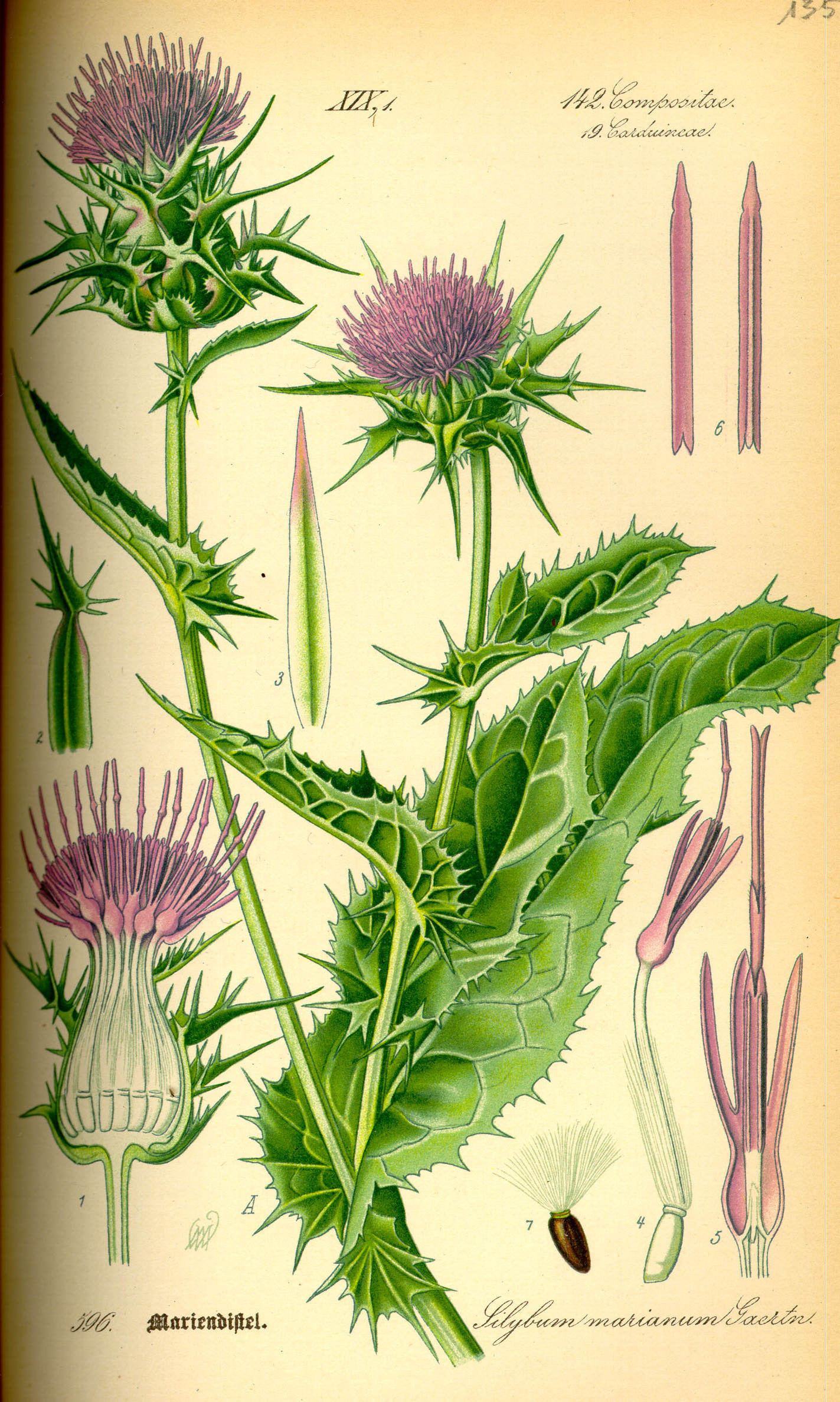

Однолетнее (в культуре) или двулетнее колючее растение высотой 1—1,5 м.
Стебель простой или ветвистый, голый.
Листья очерёдные, эллиптические, перистолопастные или перисторассечённые, крупные (длиной до 80 см) с желтоватыми шипиками по краю листа и по жилкам снизу; пластинка листа зелёная с белыми пятнами, блестящая.
Цветки пурпурные, розовые или белые, собранные в крупные одиночные шаровидные корзинки с черепитчатой обёрткой, состоящей из колючих зелёных листочков. Ложе соцветия мясистое, покрыто волосками. Все цветки обоеполые, трубчатые. Цветёт в июле — августе.
Плод — семянка с хохолком.

## Распространение и экология
Родина расторопши пятнистой — Средиземноморье (Египет, Израиль, Турция, Италия, Греция, Франция), Балканы (Болгария, Албания, страны бывшей Югославии) и Пиренейский полуостров (Испания и Португалия).
Широко распространилась по миру (Западная и Восточная Европа, Британские острова, Южная и Центральная Африка, Северная и Южная Америка, Азорские острова), Средняя Азия.
В России встречается как сорное в южных районах европейской части (включая Кавказ), и на юге Западной Сибири.
Растёт по сорным местам; иногда разводится в садах, огородах и дичает. Очень агрессивный сорняк.
Культивируется для получения лекарственного сырья.

## Химический состав
Основными действующими веществами являются флавоноиды и флавонолигнаны (силибинин, силикристин, силидианин под общее наименование силимарин). Кроме того, содержатся алкалоиды, сапонины, жирное масло (до 25 %), белки, витамин K, смолы, слизь, тирамин, гистамин, а также макро- и микроэлементы.

## Применение
Медонос.

### В кулинарии
Расторопша пятнистая съедобна, применяется в диетическом питании.
В пищу в том или ином виде можно употреблять все части растения. Корни растения можно употреблять в сыром виде, а также в варёном или жареном. Молодые побеги и листья рекомендуется вымачивать в течение ночи, чтобы убрать горечь, и после добавлять в салаты или отварить как блюда из шпината.
Соцветия-корзинки можно употреблять как артишок или сушить, толочь и добавлять в еду как приправу.
В аптеках можно приобрести порошок (шрот) из плодов растения, который можно добавлять в кашу, салат, бутерброды, коктейли или просто употреблять в виде порошка.
Растение можно заваривать как чай. Для профилактических целей, как правило, используются измельчённые корни или семена растения. В продаже можно найти чайные пакетики.

### В медицине

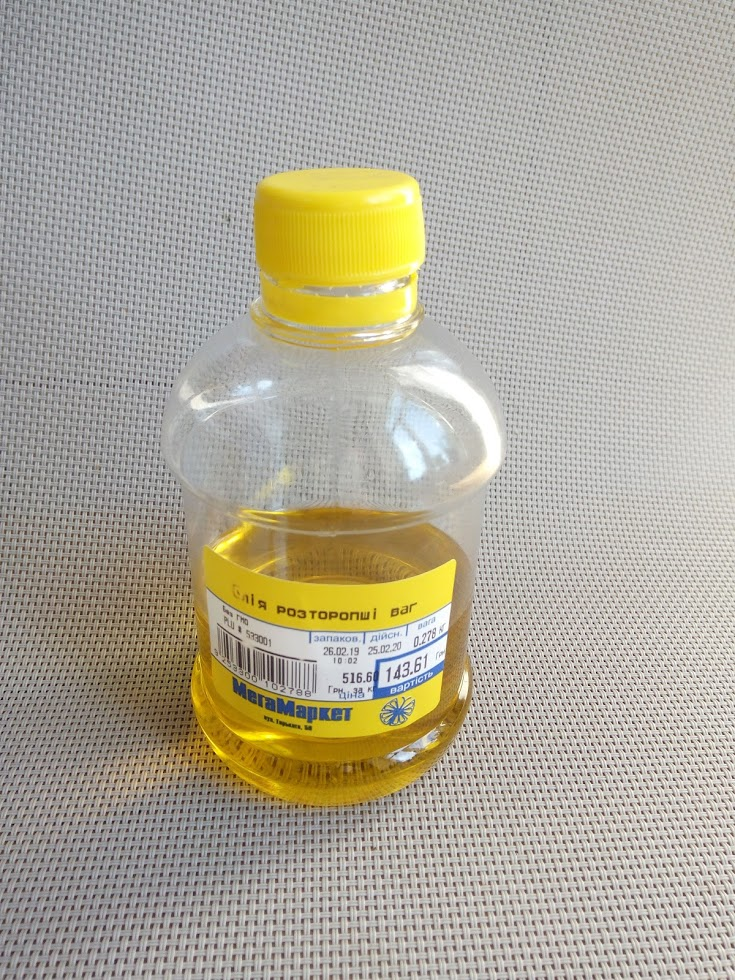
Масло расторопши

В медицине применяется масло расторопши, отжимаемое из семян, шрот расторопши, спиртовой и водный экстракты расторопши, фиточай на основе плодов расторопши, сироп расторопши. В качестве лекарственного сырья используют зрелые плоды расторопши пятнистой (лат. Fructus Silybi mariani). Заготовку проводят, скашивая, высушивая и обмолачивая надземную часть. Плоды досушивают в сушилках и очищают от примесей.
Основное фармакологическое действие обусловлено силимарином (Silymarin), природной композицией биологически активных веществ, состоящей из семи флавоноидов и одного флаволигнана: силибин А, силибин В, изосилибин А, изосилибин В, силикристин, изосиликристин, силидианин, таксифолин. Известны его антиоксидантные, противовоспалительные, гепатопротективные, иммуностимулирующие, антидепрессивные свойства его используют в качестве холеретического, гепатопротекторного и желчегонного средства. Выявлены противоопухолевые и антидиабетические свойства силимарина, а также нейропротективные, гастропротективные, нефропротективные, антитоксические и противовирусные свойства.
Препараты расторопши пятнистой, как предполагается, улучшают образование и выведение жёлчи и обладают гепатопротекторным действием. 
Шрот расторопши содержит 5 % силимарина (смесь флавоноидов и флавонолигнанов расторопши). Применяется для лечения болезней печени (гепатита, цирроза, токсических поражений), селезёнки, при жёлчных камнях, желтухе, хроническом кашле и других заболеваниях. Однако кокрановский обзор 2007 года поставил под сомнение благотворное влияние расторопши на пациентов с алкогольными заболеваниями печени и/или заболеваниями печени, вызванными вирусами гепатита B или С: было отмечено отсутствие высококачественных доказательств её терапевтического действия и низкое качество имеющихся клинических испытаний. Дозировка: 100—250 мг в день. Чрезмерное потребление может вызвать побочные эффекты: зуд, тошноту, боли в животе, головную боль и сыпь на коже. Выпускаемые препараты «Бонджигар», «Силибор», «Легалон», «Карсил», «Гепабене», «Здравушка», «Гепасил» содержат смесь флавоноидов и флавонолигнанов.
Проверенная эффективность силимарина у пациентов с острыми поражениями печени имеется при отравлении ядом бледной поганки и родственными ей грибами, а также некоторыми лекарственными средствами, такими как такрин и цитостатики, ведутся исследования пользы при хронической вирусной инфекции (гепатит C). Однако существует проблема низкого качества статей, опубликованных в 1970—90-е годы: отсутствуют стандарты требований к проведению клинических исследований, применяются различные вещества с отличающейся фармакокинетикой, что затрудняет сравнение и использование результатов в современности.
Приём плодов расторопши увеличивают концентрацию пролактина в крови особей женского пола вследствие воздействия на дофаминовые D2-рецепторы. Расторопша использовалась исторически для облегчения симптомов менструации и менопаузы, она оказывает положительное воздействие на когнитивные нарушения, вызванные дефицитом эстрогена во время менопаузы и дальнейшего старения.

## Классификация

### Таксономия[11]
Silybum marianum (L.) Gaertn., 1791, De Fructibus et Seminibus Plantarum
Вид Расторопша пятнистая  относится к роду Расторопша семейства Астровые (Asteraceae) порядка Астроцветные (Asterales). Кладограмма в соответствии с Системой APG IV по состоянию на июнь 2023 года:
|  |                                      |  |                                   |                                   |                    |  | ещё 10 семейств | ещё 10 семейств |                      |  |  |  | еще 1 подтвержденный вид и 3 таксона, ожидающих подтверждения |
|  |                                      |  |                                   |                                   |                    |  | ещё 10 семейств | ещё 10 семейств |                      |  |  |  | еще 1 подтвержденный вид и 3 таксона, ожидающих подтверждения |
|  |                                      |  |                                   | порядок Астроцветные              |                    |  |                 |                 | род Расторопша       |  |  |  |                                                               |
|  |                                      |  |                                   | порядок Астроцветные              |                    |  |                 |                 | род Расторопша       |  |  |  |                                                               |
|  | отдел Цветковые, или Покрытосеменные |  |                                   |                                   | семейство Астровые |  |                 |                 | Расторопша пятнистая |  |  |  |                                                               |
|  | отдел Цветковые, или Покрытосеменные |  |                                   |                                   | семейство Астровые |  |                 |                 |                      |  |  |  |                                                               |
|  |                                      |  | ещё 63 порядка цветковых растений | ещё 63 порядка цветковых растений |                    |  |                 | ещё 1787 родов  | ещё 1787 родов       |  |  |  |                                                               |
|  |                                      |  |                                   | ещё 63 порядка цветковых растений |                    |  |                 |                 | ещё 1787 родов       |  |  |  |                                                               |

### Синонимы
- Carduus lactifolius  Stokes
- Carduus mariae  Crantz
- Carduus marianus  L.
- Carduus versicolor  Salisb.
- Carthamus maculatus  Lam.
- Centaurea dalmatica  Fraas
- Cirsium maculatum  Scop.
- Mariacantha maculosa  Bubani
- Mariana lactea  Hill.
- Mariana mariana  Hill
- Silybum intermedium  Willk.
- Silybum leucanthum  Jord. & Fourr.
- Silybum maculatum  Moench
- Silybum mariae  Gray
- Silybum marianum var. albiflorum  Eig
- Silybum marianum var. marianum
- Silybum pygmaeum  Cass.

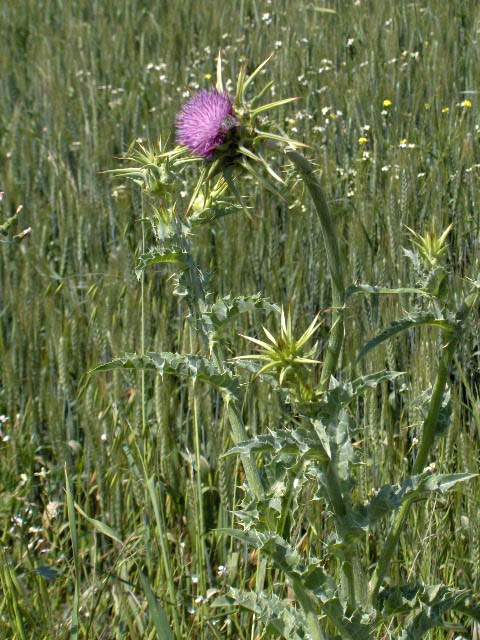
Цветущее растение.
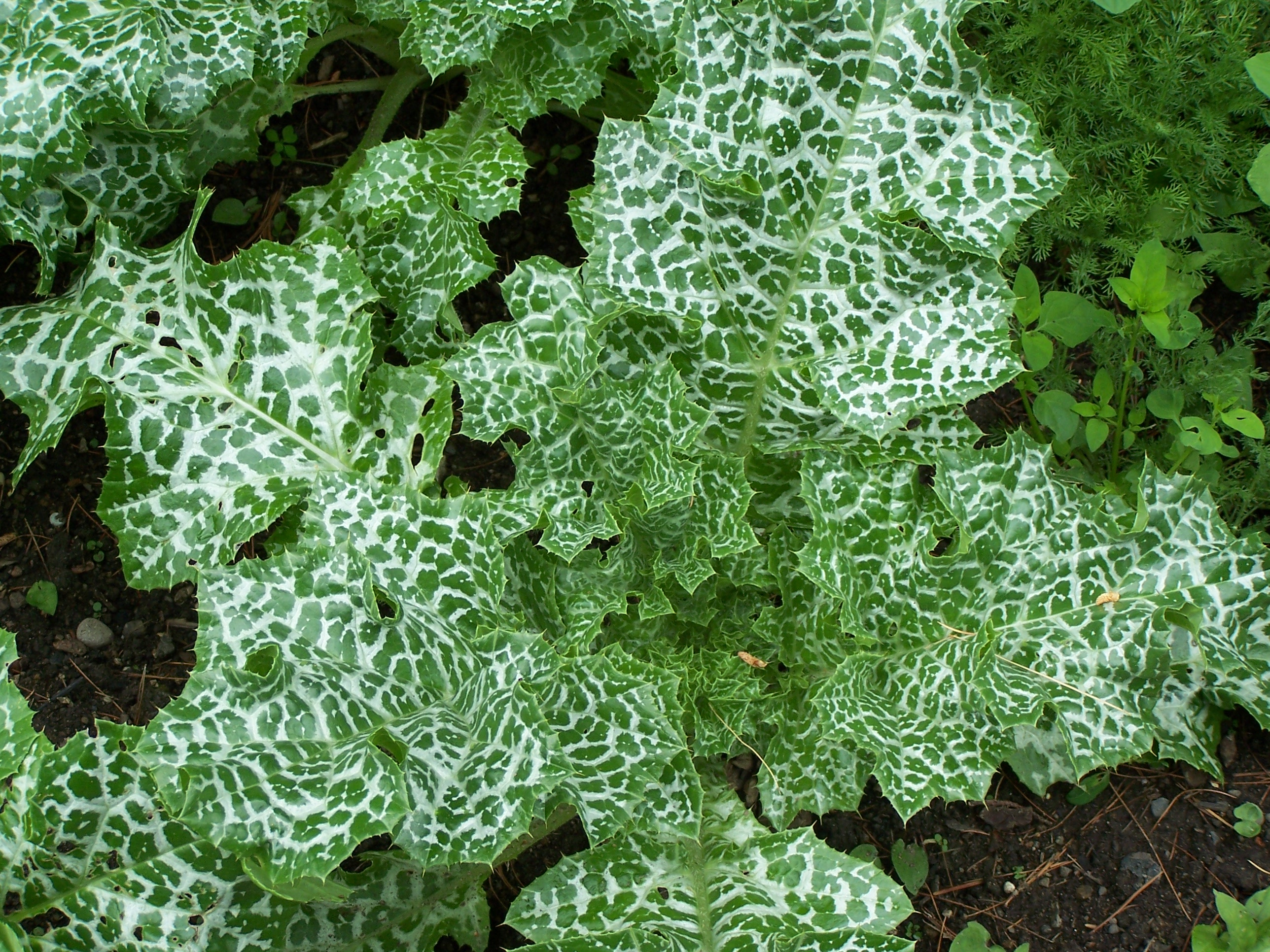
Розетка листьев.
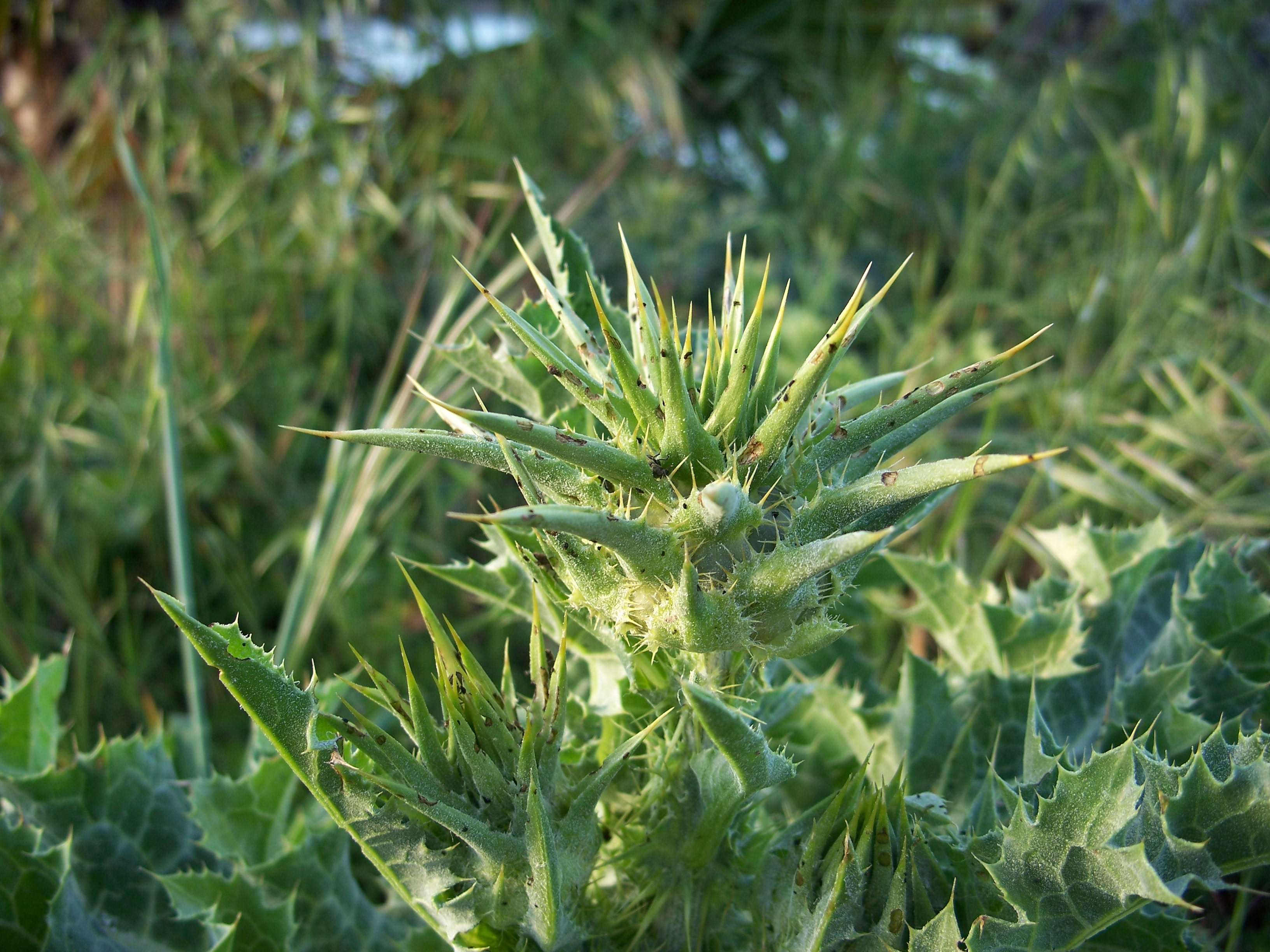
Побег.
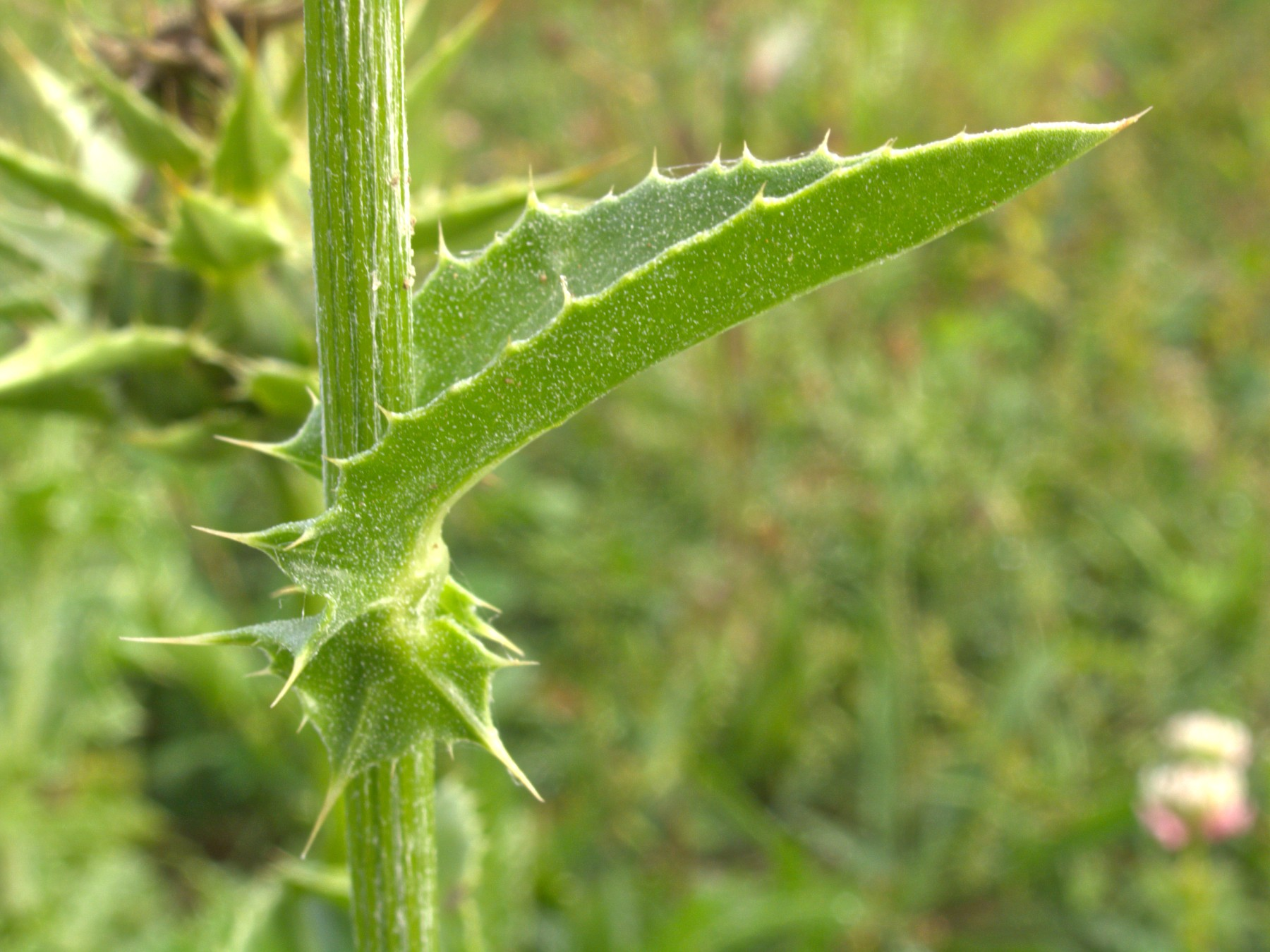
Колючки на стеблевом листе.
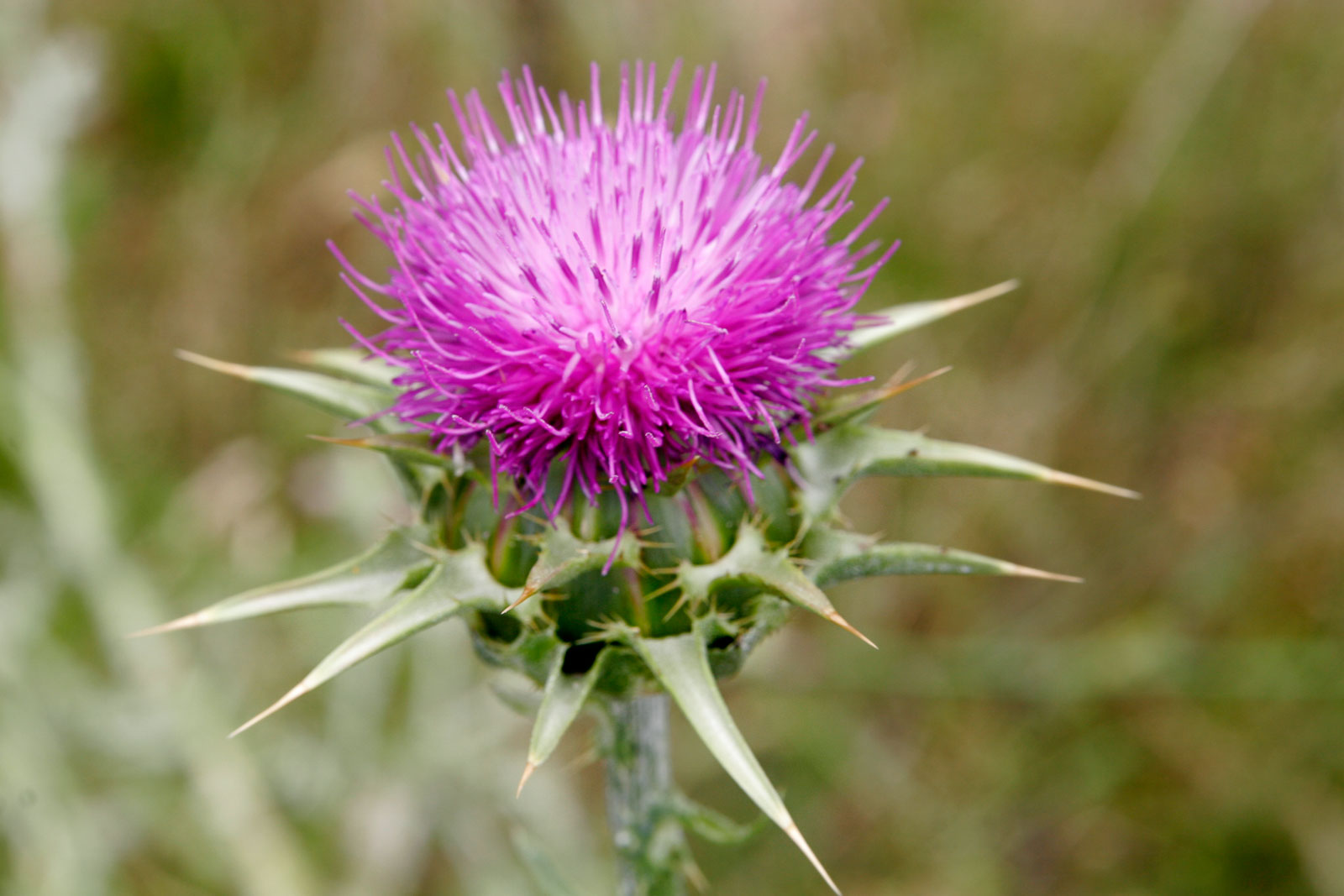
Соцветие.
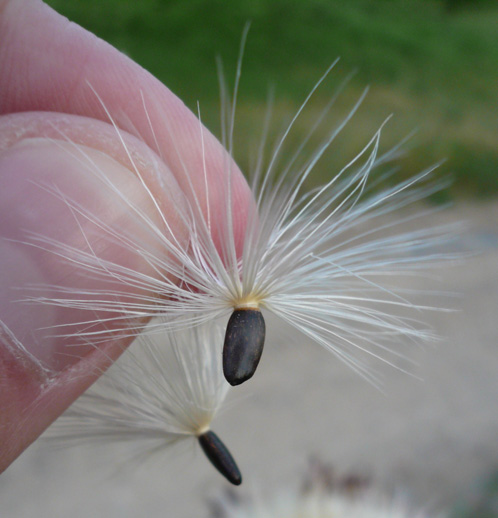
Плод.
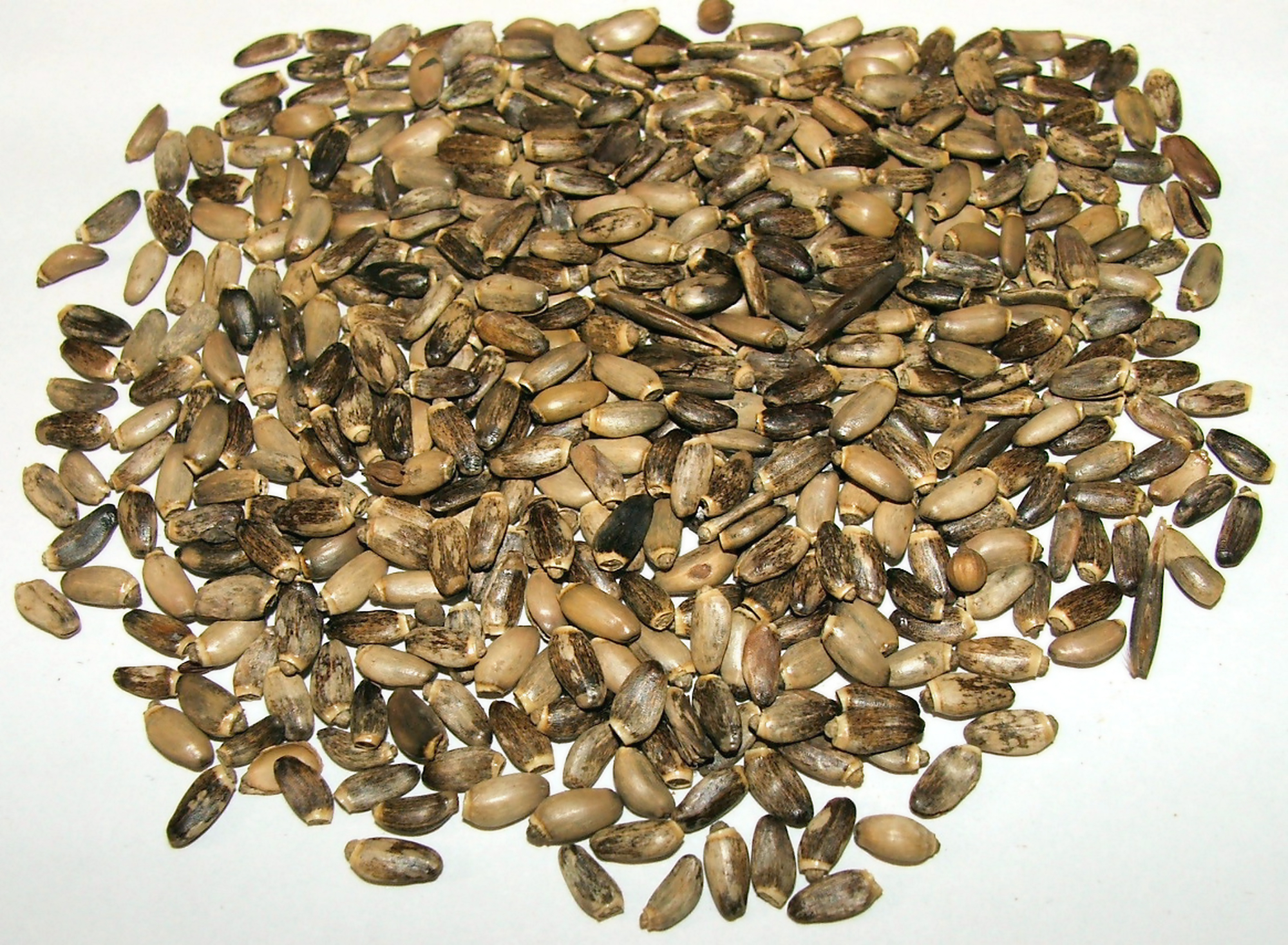
Семена.